# Ellen Burstyn
Ellen Burstyn, nome artístico de Edna Rae Gillooly  (Detroit, 7 de dezembro de 1932) é uma atriz americana. Ela já recebeu vários prêmios, incluindo um Oscar, dois Prêmios Emmy e um Prêmio Tony, sendo uma das poucas artistas a alcançar a "Tríplice Coroa de Atuação".
Nascida em Detroit, Michigan, Burstyn deixou a escola e trabalhou como dançarina e modelo. Aos 24 anos, ela fez sua estreia como atriz na Broadway em 1957 e logo começou a fazer aparições em programas de televisão. O estrelato veio vários anos depois com seu aclamado papel em A Última Sessão de Cinema (1971), que lhe rendeu uma indicação ao Oscar de melhor atriz coadjuvante. Por O Exorcista (1973), ela voltou a receber uma indicação ao prêmio, mas foi com Alice Não Mora Mais Aqui que ela ganhou o Oscar de melhor atriz.
Burstyn também ganhou reconhecimento por suas performances em Tudo bem no ano que vem (1978), que lhe valeu um Globo de Ouro, Ressurreição (1980) e Colcha de Retalhos (1995). Por seu papel em Réquiem para um Sonho (2000) ela foi novamente indicada ao Oscar e ao SAG Award. Na década de 2010, fez aparições em séries de televisão, incluindo os dramas políticos Political Animals e House of Cards, ambos os quais lhe renderam indicações ao Emmy. Desde 2000, ela é co-presidente do Actors Studio, uma escola de teatro na cidade de Nova York. Em 2013, ela foi indicada para o American Theatre Hall of Fame por seu trabalho no teatro.

## Biografia
Atriz premiada com o Óscar de melhor atriz de 1975 por seu trabalho no filme Alice Não Mora Mais Aqui. Foi a primeira mulher a se tornar presidente do The Actor's Studio em New York. É uma das seletas atrizes a ter os principais prêmios americanos Emmy Awards, Academy Awards e Tony Awards, além de vários internacionais.
Trabalhou em inúmeros empregos como dançarina e garçonete-cantora. Estudou no famoso The Actor's Studio, onde foi aluna do lendário Lee Strasberg. Conseguiu trabalhar na Broadway no final dos anos 50 e depois começou a alternar suas aparições nos palcos e a aparecer regularmente em seriados. A consagração veio apenas  em 1971, no filme A Última Sessão de Cinema, onde foi indicada para o Oscar de melhor atriz (coadjuvante/secundária). No ano seguinte estrelou ao lado de Jack Nicholson a dramédia O Dia Dos Loucos,. Em 1973 protagonizou o seu filme mais lembrado,O Exorcista, no qual interpreta Chris McNeil, atriz divorciada e mãe da garota possuída. Pelo trabalho foi indicada para o Oscar de melhor atriz daquele ano. Com a aclamação produziu e protagonizou o filme de onde ganhou o seu Oscar de melhor atriz Alice Não Mora Mais Aqui, dirigido por um jovem Martin Scorsese. No mesmo ano ganhou o Tony Awards de melhor atriz na Broadway pela peça Same Time, Next Year (br: Tudo bem no ano que vem).
Depois vieram mais indicações de melhor atriz: pela adaptação cinematográfica de  Same Time, Next Year e pelo cult Ressurreição em 1980. Nos anos 80 achou poucos papéis trabalhando mais na televisão e sendo indicada ao Emmy Awards duas vezes. Fez alguns filmes para a televisão e outros de baixo orçamento para o cinema durante os anos 90. Mas sua volta aos olhos do público e da crítica foi em 2001 no filme Réquiem para um Sonho, onde voltou a ser indicada ao Oscar. Apesar de ter perdido o prêmio sua atuação foi muito aclamada.
Venceu o Emmy Awards em 2001 por sua participação especial na série Law and Order. Foi indicada novamente ao Emmy Awards por uma aparição relâmpago de 14 segundos em 2007 no filme Mrs. Harris. E venceu mais uma vez em 2013 pelo seu papel na série Political Animals.

## Carreira
- 2023 - The Exorcist: Believer
- 2023 - Mother, Couch
- 2022 - Three Months
- 2021 - Queen Bees
- 2020 - Pieces of a Woman
- 2018 - The Tale
- 2015 - The Age of Adaline
- 2014 - Scout
- 2014 - Interstellar
- 2014 - Flowers In The Attic
- 2012 - Coma
- 2012 - Political Animals

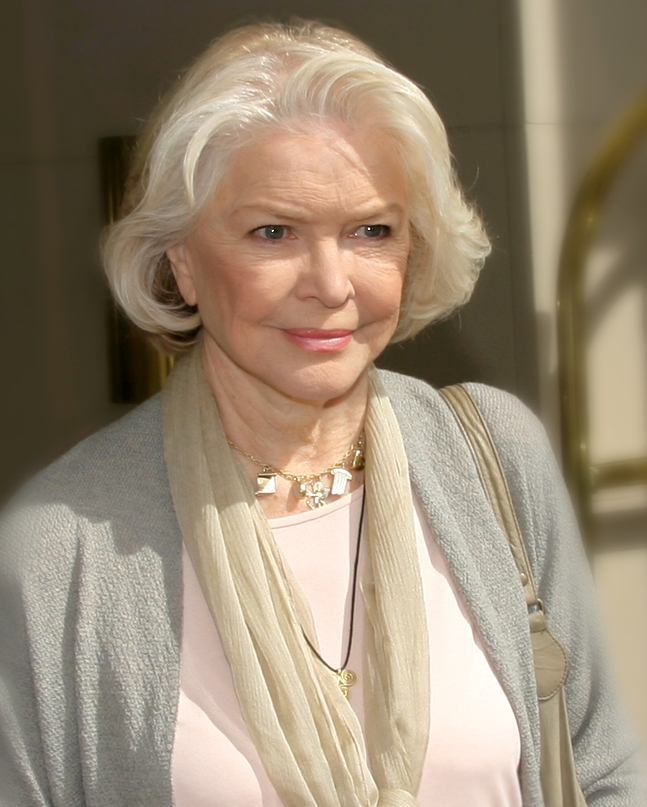
Ellen Burstyn em Toronto International Film Festival, 2007

- 2011 - Someday This Pain Will Be Useful to You
- 2011 - Another Happy Day
- 2010 - Main Street
- 2010 - The Mighty Macs
- 2009 - The Loss of a Teardrop Diamond
- 2009 - PoliWood
- 2009 - According to Greta
- 2009 - The Velveteen Rabbit
- 2008 - Lovely, Still
- 2008 - W.
- 2008 -Law & Order: Special Victims Unit, episódio "Swing"
- 2007 - The Stone Angel
- 2006 - 30 dias
- 2006 - The Wicker Man
- 2006 - O Elefante Rei
- 2006 - Fonte da vida (The Fountain)
- 2005 - Mrs. Harris (televisão)
- 2005 - Our fathers (televisão)
- 2004 - Down in the valley
- 2004 - The Madam's Family: The truth about the Canal Street Brothel (televisão)
- 2004 - Five people you meet in heaven, The (televisão)
- 2003 - Brush with fate (televisão)
- 2002 - Dragão vermelho (Red Dragon) (voz)
- 2002 - Divinos segredos (Divine secrets of the Ya-Ya Sisterhood)
- 2002 - Cross the line
- 2001 - Within these walls (televisão)
- 2001 - Dodson's journey (televisão)
- 2000 - Walking across Egypt
- 2000 - Mermaid (televisão)
- 2000 - Requiem for a Dream
- 2000 - Caminho sem volta (The Yards)
- 1999 - Regresso noturno (Night ride home) (televisão)
- 1998 - Flash (televisão)
- 1998 - You can thank me later
- 1998 - Corações apaixonados (Playing by heart)
- 1998 - The patron saint of liars (televisão)
- 1997 - Mary Jane Colter: The desert view (narradora)
- 1997 - O impostor (Deceiver)
- 1997 - Mente assassina (Murder in mind) (televisão)
- 1996 - Our son, the matchmaker (televisão)
- 1996 - O relógio (Timepiece) (televisão)
- 1996 - Spitfire Grill - O recomeço (The Spitfire Grill)
- 1995 - Rio da coragem (Follow the river) (televisão)
- 1995 - Meu irmão, minha vida (My brother's keeper) (televisão)
- 1995 - Colcha de retalhos (How to make an american quilt)
- 1995 - O clube das babás (The Baby-Sitters Club)
- 1995 - Dupla sem par (Roommates)
- 1994 - O retrato de uma paixão (The Color of Evening)
- 1994 - Quando um homem ama uma mulher (When a Man Loves a Woman)
- 1994 - Segredos do passado (Trick of the eye) (televisão)
- 1994 - Caçada a um mafioso (Getting Gotti) (televisão)
- 1994 - Dominada pelo ódio (Getting out) (televisão)
- 1993 - Desafiando os limites (Shattered Trust: The Shari Karney story) (televisão)
- 1992 - O clube das viúvas (Cemetery Club, The)
- 1992 - When it was a game 2 (televisão)
- 1992 - Voltar a viver (Taking back my life: The Nancy Ziegenmeyer story) (televisão)
- 1991 - Tudo por amor (Dying young)
- 1991 - O despertar (Grand Isle)
- 1991 - Mrs. Lambert remembers love (televisão)
- 1990 - When you remember me (televisão)
- 1988 - Hanna's war
- 1987 - Querida América - Cartas do Vietnã (Dear America: Letters Home from Vietnam) (televisão) (voz)
- 1987 - Pacote de mentiras (Pack of lies) (televisão)
- 1986 - Alguma coisa em comum (Something in common) (televisão)
- 1986 - Sindicato da violência (Act of vengeance) (televisão)
- 1985 - Viagem fatal (Into thin air) (televisão)
- 1985 - Surviving (televisão)
- 1985 - Duas vezes na vida (Twice in a Lifetime)
- 1984 - In our hands
- 1984 - Terror in the Aisles
- 1984 - The Ambassador
- 1981 - Silence of the North
- 1981 - O julgamento de Jean Harris (The People vs. Jean Harris) (televisão)
- 1980 - Ressurreição (Resurrection)
- 1978 - A Dream of Passion
- 1978 - Same Time, Next Year
- 1977 - Providence
- 1974 - Alice não mora mais aqui
- 1974 - Harry and Tonto
- 1974 - Thursday's game (televisão)
- 1973 - O Exorcista
- 1972 - The King of Marvin Gardens
- 1971 - The Last Picture Show
- 1970 - Alex in Wonderland
- 1970 - Tropic of Cancer
- 1969 - Pit Stop
- 1964 - For those who think young
- 1964 - Goodbye Charlie
- 1961 - Gunfight in Black Horse Canyon (televisão)

## Prêmios

#### Oscar
| Ano  | Categoria                | Indicação                       | Notas    |
| ---- | ------------------------ | ------------------------------- | -------- |
| 1972 | Melhor Atriz Coadjuvante | The Last Picture Show           | Indicado |
| 1974 | Melhor Atriz             | The Exorcist                    | Indicado |
| 1975 | Melhor Atriz             | Alice Doesn't Live Here Anymore | Venceu   |
| 1979 | Melhor Atriz             | Same Time, Next Year            | Indicado |
| 1981 | Melhor Atriz             | Resurrection                    | Indicado |
| 2001 | Melhor Atriz             | Requiem for a Dream             | Indicado |

#### Primetime Emmy Awards
| Ano  | Categoria                                           | Indicação                  | Notas    |
| ---- | --------------------------------------------------- | -------------------------- | -------- |
| 1982 | Melhor Atriz em Minissérie ou Telefilme             | The People vs. Jean Harris | Indicado |
| 1988 | Melhor Atriz em Minissérie ou Telefilme             | Pack of Lies               | Indicado |
| 2006 | Melhor Atriz Coadjuvante em Minissérie ou Telefilme | Mrs. Harris                | Indicado |
| 2008 | Melhor Atriz Convidada em Série Dramática           | Big Love                   | Indicado |
| 2009 | Melhor Atriz Convidada em Série Dramática           | Law & Order: SVU           | Venceu   |
| 2013 | Melhor Atriz Coadjuvante em Minissérie ou Telefilme | Political Animals          | Venceu   |
| 2014 | Melhor Atriz Coadjuvante em Minissérie ou Telefilme | Flowers in the Attic       | Indicado |
| 2016 | Melhor Atriz Convidada em Série Dramática           | House of Cards             | Indicado |

#### Daytime Emmy Awards
| Ano  | Categoria                                  | Indicação | Notas    |
| ---- | ------------------------------------------ | --------- | -------- |
| 2001 | Melhor Performance em um Programa Infantil | Mermaid   | Indicado |

#### BAFTA
| Ano  | Categoria    | Indicação                       | Notas  |
| ---- | ------------ | ------------------------------- | ------ |
| 1975 | Melhor Atriz | Alice doesn't live here anymore | Venceu |

#### Globo de Ouro
| Ano  | Categoria                                   | Indicação                       | Notas    |
| ---- | ------------------------------------------- | ------------------------------- | -------- |
| 1972 | Melhor Atriz Coadjuvante em Cinema          | The Last Picture Show           | Indicado |
| 1974 | Melhor Atriz em Cinema - Drama              | The Exorcist                    | Indicado |
| 1975 | Melhor Atriz em Cinema - Drama              | Alice doesn't live here anymore | Indicado |
| 1979 | Melhor Atriz em Cinema - Comédia ou Musical | Same Time, Next Year            | Venceu   |
| 1981 | Melhor Atriz em Cinema - Drama              | Resurrection                    | Indicado |
| 1982 | Melhor Atriz em Minissérie ou Telefilme     | The People vs. Jean Harris      | Indicado |
| 2001 | Melhor Atriz em Cinema - Drama              | Requiem for a Dream             | Indicado |

#### SAG Awards
| Ano  | Categoria                               | Indicação                     | Notas    |
| ---- | --------------------------------------- | ----------------------------- | -------- |
| 1996 | Melhor Elenco em Cinema                 | How To Make An American Quilt | Indicado |
| 2001 | Melhor Atriz Principal                  | Requiem for a Dream           | Indicado |
| 2008 | Melhor Atriz em Minissérie ou Telefilme | For One More Day              | Indicado |
| 2015 | Melhor Atriz em Minissérie ou Telefilme | Flowers in the Attic          | Indicado |